# Горлиця архіпелагова
Горлиця архіпелагова (Macropygia modiglianii) — вид голубоподібних птахів родини голубових (Columbidae). Ендемік Індонезії. До 2016 вважався підвидом індонезійської горлиці.

## Підвиди
Виділяють три підвиди:
- M. m. modiglianii Salvadori, 1887 — острів Ніас;
- M. m. elassa Oberholser, 1912 — Ментавайські острови;
- M. m. hypopercna Oberholser, 1912 — острів Сімьолуе.

## Поширення і екологія
Архіпелагові горлиці мешкають на островах на захід від Суматри. Вони живуть в тропічних лісах.